# Brothers in Arms Tour
De Brothers in Arms Tour is een wereldtournee van Dire Straits, gehouden ter promotie van hun studioalbum Brothers in Arms. Alle 248 concerten van de tournee waren uitverkocht. Meer dan 2,5 miljoen mensen zagen Dire Straits live tijdens de tournee.

## Programma
1. Ride Across the River
2. Expresso Love
3. So Far Away
4. One World
5. Romeo and Juliet
6. Private Investigations
7. Sultans of Swing
8. Why Worry
9. Walk of Life
10. Two Young Lovers
11. Money for Nothing
12. Wild West End
13. Tunnel of Love
14. Brothers in Arms
15. Solid Rock
16. Going Home: Theme from Local Hero (nummer van Mark Knopfler)